# إحساس حراري

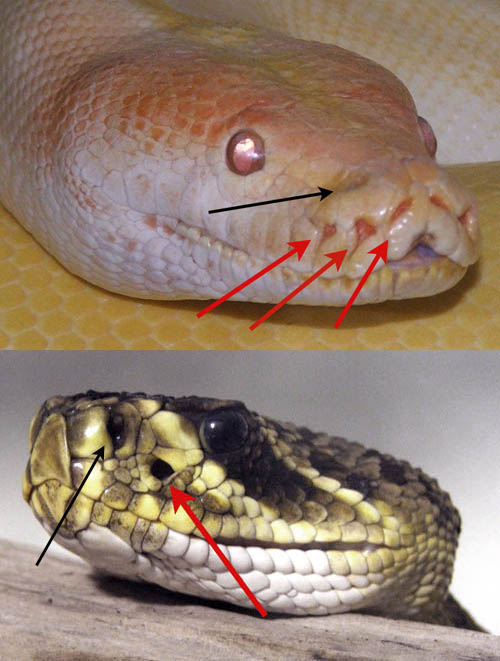

الإحساس الحراري أو thermoreception هو الشعور الذي يدرك الكائن الحي من خلاله معدل التدفق الحراري. ولا يزال استيضاح تفاصيل كيفية عمل مستقبلات الحرارة مستمرًا. ويرتبط الاختلال الوظيفي الهدبي بانخفاض القدرة على الإحساس بالحرارة، وبالتالي قد تساعد الأهداب في هذه العملية. يعتقد أن قنوات جهد المستقبل المؤقت (قنوات TRP) تلعب دورًا في كثير من الأنواع في الإحساس بالسخونة والبرودة والألم. فلدى الثديياتعلى الأقل نوعان من المستشعرات: تلك التي تكشف عن الحرارة (أي درجة الحرارة الأعلى من درجة حرارة الجسم) وتلك التي تكشف عن البرد (أي أقل من درجات حرارة الجسم).
ويوجد شكل خاص من الاستشعار بالأشعة تحت الحمراء في الأفاعي في الأفاعي تستخدمها أفعى كروتالاين (ذات الحفرة) وأفعى بويدا (البو) ، التي يمكن أن ترى بشكل فعال الأشعة تحت الحمراء المنبعثة من الأجسام الساخنة. حيث يوجد بوجه تلك الثعابين زوج من الثقوب أو الحفر المصطفة مع مستشعرات الحرارة. تكشف مستشعرات الحرارة بشكل غير مباشر الأشعة تحت الحمراء بتأثيرها الساخن على الجلد داخل الحفرة. ويمكن لهذه الأفاعي كشف أي جزء من الحفرة هو الأكثر سخونة وبالتالي معرفة اتجاه مصدر الحرارة والتي يمكن أن تكون فريسة لحيوان من ذوات الدم الحار. من خلال جمع المعلومات من كلتا الحفرتين يمكن للثعبان أيضًا تقدير مسافة الكائن.
ويوجد لدى vampire bat|خفافيش مصاصي الدماء الشائعة واسمها العلمي ديسموداس روتوندوس المستدير مستشعرات الحرارة بالأشعة تحت الحمراء المتخصصة في أنفها الورقية. الخفافيش مصاصة الدماء هي الثدييات الوحيدة التي تتغذى حصريًا على الدم. تمكن الأشعة تحت الحمراء الخفافيش مصاص الدماء من معرفة مواقع ذوات الدم الحار من الحيوانات (الأبقار والخيول والثدييات البرية) في مدى من حوالي 10 إلى 15 سم. ومن الممكن استخدام الاستشعار بالأشعة تحت الحمراء في الخفافيش مصاصة الدماء في الكشف عن مناطق تدفق الدم القصوى على الفريسة المستهدفة.
بعض الحيوانات لديها كاشفات حرارة متخصصة مثل الخنافس الباحثة عن حرائق الغابات (تسمى ميلانوفيليا أكيوميناتا) التي تضع بيضها في الأشجار الصنوبرية المحروقة حديثًا من حرائق الغابات. الفراشات سوداء الصبغة واسمها العلمي باشيوباتا أريستولوشيا وفراشات جناح الطائر واسمها العلمي ترويدس راداماتاص تستخدمان كاشفات حرارة متخصصة لتجنب الضرر أثناء التشمس. قد يكون لدى نصفيات الجناح|بق تراياتوما إنفستانس كاشفات حرارة متخصصة أيضًا.
في البشر، يدخل الإحساس بدرجة الحرارة من المستقبلات الحرارية للحبل الشوكي على طول محاور قناة ليسور التي تتشابك على الخلايا العصبية ذات الدرجة الثانية في المادة الرمادية من القرن الخلفي للنخاع|القرن الظهري. ثم تتقاطع المحاور العصبية ذات الخلايا العصبية من الدرجة الثانية تصالب| وترتبط بقناة النخاعي المهادي حيث تصعد إلى الخلايا العصبية في النواة الخلفية الجانبية البطنية من المهاد.